# 조헌 관련 유품
조헌 관련 유품(趙憲 關聯 遺品)은 대한민국 충청남도 금산군, 칠백의총에 있는 조선시대 조헌(1544∼1592)이 남긴 유물로 총 6종 7점이다. 1989년 8월 1일 대한민국의 보물 제1007호로 지정되었다.

## 개요
조선 선조 25년(1592) 임진왜란이 일어나자 당시 충청도 의병장으로 금산벌판에서 왜병과 싸우다 순사한 중봉 조헌(1544∼1592)이 남긴 유물로 총 6종 7점이다.
조헌은 의병장으로, 문과에 급제한 후 호조좌랑, 예조좌랑, 감찰을 거쳐 보은현감으로 나갔으나, 여러 번 재등용되었는데 사직하고 임진왜란이 일어나자 옥천에서 1,700여명의 의병을 일으켜 영규대사와 합세하여 청주를 탈환하였다. 이어 금산에서 왜군을 막기 위해 남은 군사 700명과 함께 금산전투에서 장렬히 싸우다 전사하였다.
유품에는 『조천일기』와 문과에 급제했음을 알리는 임명장인 교지, 의병장 제수교서, 조헌종사문묘 교서, 치제문 2매 등이 있다. 간략히 살펴보면 『조천일기』는 조헌이 선조 7년(1574) 명나라에 질정관으로 파견되었을 때 남긴 일기이다. 이 일기는 영조 10년(1734)에 왕명에 의해 간행되기도 하였다.
문과급제 교지는 조헌이 나이 24세에 명종 22년(1567) 문과에 급제한 교지로서 조헌의 관계문서로서는 제일 오래된 것이다. 의병장제수교서는 임진왜란이 터지자 선조임금이 조헌에게 충청도 의병장으로 제수한다는 내용이다. 그리고 조헌종사문묘 교서는 1883년 고종임금이 조헌을 문묘에 제사지낼 것을 명해 내린 교서이다. 또한 치제문(致祭文)은 2매로, 1795년 정조와 1812년 순조가 조헌 영전에 그의 죽음을 기리며 보내는 제문이다.
이외에도 대나무를 조각하여 끈으로 꿰어 차도록 만든 화살통도 있다.

## 참고 자료
- 조헌 관련 유품 - 국가유산청 국가유산포털